# Єлизаветівка (Ровеньківський район)
Єлизаве́тівка (до 1946 року — хутір Лисаветівка) — село в Україні, в Хрустальненській міській громаді Ровеньківського району Луганської області. Населення становить 100 осіб. Орган місцевого самоврядування — Маломиколаївська селищна рада.

## Географія
Географічні координати: 48°21' пн. ш. 39°58' сх. д. Часовий пояс — UTC+2. Загальна площа села — 0,861 км².
Село розташоване за 50 км від Антрацита. Найближча залізнична станція — Штерівка, за 24 км. Через Єлизаветівку протікає річка Вільхівка.

## Історія
Засноване в кінці XVIII століття як хутір Лисаветівка. 1946 року перейменоване в село Єлизаветівка.

## Населення
За даними перепису 2001 року населення села становило 100 осіб, з них 82% зазначили рідною українську мову, а 18% — російську.